# Troglohyphantes schenkeli
Troglohyphantes schenkeli este o specie de păianjeni din genul Troglohyphantes, familia Linyphiidae. A fost descrisă pentru prima dată de Miller, 1937.
Este endemică în Slovakia. Conform Catalogue of Life specia Troglohyphantes schenkeli nu are subspecii cunoscute.